# Josiah Gilbert
Josiah Gilbert (* 7. Oktober 1814 in Rotherham in Yorkshire; † 10. August 1892 in London) war ein englischer Maler, Zeichner, Forschungsreisender und Kunstschriftsteller und Kunstkritiker.
Der Sohn des Ehepaares Joseph und Ann Gilbert wurde am 9. Februar 1815 in der Nether Chapel Norfolk Street-Independent in Sheffield (Yorkshire) getauft.
Gilbert besuchte die Royal Academy of Arts in London, wo er zuerst als Porträtmaler tätig war, siedelte aber 1843 nach Marden Ash bei Ongar über, wo er seitdem, mit literarischen und künstlerischen Arbeiten beschäftigt, lebte.
Er bereiste mit George Cheetham Churchill die Dolomiten und verfasste mit diesem in den Jahren 1861 bis 1863 das Reisehandbuch The Dolomite Mountains (erschienen 1864). Beide waren Mitglieder der Geological Society of London und so enthält das Buch neben den Reisebeschreibungen in Form von Briefen an Freunde zuhause auch geologische Kapitel. Das Buch erschien 1864, die deutsche Übersetzung 1865.

## Werke
- Art: its scope and purpose; or, a brief exposition of its principles: a lecture delivered at a Mechanics' Institution, (with subsequent additions). London, 1858.
- George Cheetham Churchill und Josiah Gilbert: The Dolomite mountains excursions through Tyrol, Carinthia, Carniola, and Friuli in 1861, 1861, and 1863 with a geological chapter. London: Longman, Green and Co, 1864.
  - Die Dolomitberge. Ausflüge durch Tirol, Kärnten, Krain und Friaul i. d. J. 1861, 1862 und 1863 mit ein. geolog. Abschnitte von Josiah Gilbert und G. C. Churchill, aus d. Engl. von Gustav Adolf Zwanziger. Klagenfurt: Kleinmayr, 1865–1868.
- Cadore, or Titian’s country. London: Longman, Green and Co, 1869.
- Art and religion. London: Hodder and Stoughton, 1871.
- Ann Taylor und Josiah Gilbert (Hrsg.): Autobiography and other memorials of Mrs. Gilbert, (formerly Ann Taylor). With portr. and illustr. London: King, 1874.
- Landscape in art before Claude and Salvator (1885)
- Edward C. Porter (Hrsg.): Six letters relating to travel 1865–1869. Privatdruck 1954.